# Wolfgang Kreikenbohm
Wolfgang Kreikenbohm (* 13. Dezember 1937) ist ein deutscher Fußballfunktionär.

## Leben
Kreikenbohm, Sohn eines Anhängers des Hamburger SV, wurde in Schleswig-Holstein als Unternehmer im Fremdenverkehr tätig und erwirtschaftete damit ein Vermögen im Millionenbereich: Er baute in Padenstedt ab 1971 einen Reiterhof mit Ferienbetrieb und Haflinger-Zucht mit mehr als 150 Tieren dieser Rasse auf. Zudem war er Offizier bei der Bundeswehr (Oberstleutnant der Reserve) und in diesem Amt Leiter der zweiten Kompanie des Panzerbataillons 184.
Ende August 1979 wurde er auf der Jahreshauptversammlung des FC St. Pauli ins Amt des Vereinsvorsitzenden gewählt und trat damit die Nachfolge von Ernst Schacht an. Zum Zeitpunkt Kreikenbohms Amtsantritt steckte der FC St. Pauli in wirtschaftlichen Schwierigkeiten, die Mannschaft musste kurz zuvor den Zwangsabstieg aus der 2. Bundesliga hinnehmen, weil die Teilnahmeberechtigung für die zweithöchste deutsche Spielklasse aufgrund der finanziellen Lage entzogen worden war. Gemeinsam mit seiner Vorstandsmannschaft, zu der auch Otto Paulick als sein Stellvertreter zählte, gab er das Ziel aus, die seinerzeit rund 3,8 Millionen D-Mark betragende Schuldenlast des FC St. Pauli abzubauen. Kreikenbohm einigte sich unter anderem mit den Gläubigern und verhinderte nach Einschätzung der Hamburger Morgenpost „den Total-Bankrott“ des FC St. Pauli. 1979 hielt die Mannschaft des FC St. Pauli ein Trainingslager auf Kreikenbohms Reiterhof ab.
Kreikenbohm stellte sich 1982 aufgrund von Überlastung nicht zur Wiederwahl, blieb aber unter dem neuen Vorsitzenden Paulick zunächst Mitglied des Vorstands. Im November 1999 zog Kreikenbohm in den Aufsichtsrat des FC St. Pauli ein und übernahm in dem Gremium den Vorsitz. Im Oktober 2000 trat er aus Verärgerung über einen Abwahlantrag der Arbeitsgemeinschaft interessierter Mitglieder aus dem Aufsichtsrat zurück.
2011 strahlte das NDR Fernsehen einen Film über Kreikenbohm mit dem Titel „Der Herr der Pferde“ aus. Sein Reiterhof war 2010 zudem Gegenstand der dreiteiligen Sendereihe „Leben auf dem Haflingerhof“.